# J'en suis
J'en suis è un film del 1997 diretto da Claude Fournier.
Il film è stato prodotto da Malofilm Productions Inc., Rose Films, Réseaux Premier Choix, Société de Développement des Entreprises Culturelles (SODEC) e Téléfilm Canada. Distribuito a cura di Malofilm International.

## Trama
Pierre Sanchez e Dominique Samson, due brillanti architetti, a causa dell'incidente immobiliare più grande del secolo, sono costretti a sciogliere la loro società. Pierre decide quindi di tornare al suo vecchio lavoro; alla Scuola di teatro nazionale. Dominique decide invece di provare a rimettere in sesto la sua società e per fare quindi denaro in modo facile e veloce trova lavoro come venditore di antiquariato.
Presto però si rende conto che l'unico modo per tenersi il lavoro sarà quello di fingersi un omosessuale mettendo così in crisi il suo matrimonio e la sua identità sessuale. Mentre quindi la moglie si consola con uno psichiatra, Dominique inizia seriamente a dubitare di se stesso.  Una donna però chiamata Pepitas Rosa, un'arredatrice d'interni, si rivelerà per Dominque come la salvezza; Pepitas lo aiuta infatti a ritrovare se stesso e a ricostruire il suo matrimonio.

## Curiosità
- La prima del film in Canada è stata a marzo 1997 al Molson Centre.
- I due attori protagonisti (Roy Dupuis e Patrick Huard), ed il cast del film, per promuovere la pellicola hanno partecipato allo show Cha-ba-da in marzo 1997.
- Roy Dupuis e Patrick Huard hanno presentato insieme, sempre in marzo 1997, il Metrostar Award al Benoit Briere per la sezione miglior attore in una serie tv.